# عبدالله حسن‌زاده
عبدالله حسن‌زاده (زادۀ ۱۳۱۷ در سردشت)، فعال سیاسی و مترجم کُرد و دبیرکل سابق حزب دمکرات کردستان ایران است که در سال ۲۰۰۶ از حزب دمکرات کردستان ایران (حدکا) جدا شد و به همراه تعدادی از اعضای رهبری حزب دموکرات کردستان (حدک) را تأسیس کرد.
استاد حسن‌زاده یکی از برجسته ترین نویسندگان و مترجمان کُرد است که دارای سبک ترجمه خاص خود بوده و بیش از پانزده اثر تالیفی و ترجمه شده را در کتابخانه ادبیات کُردی دارد و دارای صدها مقالە ادبی و تحقیقی در مورد زبان و ادبیات کُردی است.
او با ظرافت شعر شاعران نامدار ایرانی‌ و کُرد، به ویژه استاد هیمن، خواجه حافظ، استاد هژار و شیخ سعدی رمز‌آشنا بوده و علاقه وافر دارد و در میان شاعران سربرآورده در سرزمین کُردستان، استاد هیمن را سرآمد دیگران در عصر معاصر می داند.
او برنده ده ها جایزه ادبی و فرهنگی از جمله دکترای افتخاری ترجمه از دانشگاه کوی‌سنجق و عضویت افتخاری "آکادمی زبان کُردی" است.

## زندگی‌نامه
آقای عبدالله حسن‌زاده از آشنا‌ترین چهره‌های فعال تاریخ مبارزه و پایداری جنبش دموکراسی و برابری‌خواهی‌ نیم قرن اخیر کشور ایران به ویژه سرزمین کُردستان است. وی در سال ۱۳۱۷ خورشیدی در شهرستان سردشت، نقطه پیوند استان‌های آذربایجان غربی، کُردستان و سلیمانیه متولد شد.
در دوران جوانی‌، با توجه به شرایط سیاسی آن زمان، جذب فعالیت‌های سیاسی و اجتماعی شد و در اکثر فعالیت های سیاسی، اجتماعی و مذهبی شرکت فعال داشت. سپس به حزب دموکرات کُردستان ایران پیوست. عضویت در حزب دموکرات فرصتی بود تا در کنار دیگر فعالان سیاسی، او به ترویج ایده‌های آزادی‌خواهانه و دموکراتیک پرداخته و در راستای بهبود وضعیت سیاسی منطقه گام بردارد.

### فعالیت‌های سیاسی
در سال‌های ۱۹۶۷-۱۹۶۸، زمانی که یک جنبش مسلحانه توسط اعضای حزب دموکرات کردستان در جریان بود، او به دلیل فشار سازمان‌های اطلاعاتی رژیم شاه، مجبور به مهاجرت به جنوب کُردستان شد. پس از شکست مبارزات مسلحانه ۴۶-۴۷، با تعدادی از اعضای حزب دموکرات سعی در سازماندهی مجدد حزب داشتند. در دومین کنگره حزب در تابستان ۱۹۶۹، حسن زاده به عضویت رهبری حزب انتخاب شد.
در سال ۱۹۷۰، زمانی که بیانیه ۱۱ مارس توسط دولت عراق صادر شد، دکتر عبدالرحمان قاسملو، یکی از اعضای سابق حزب دموکرات، از اروپا به عراق آمد و به همراه فعالان حزب دموکرات، پایه های تشکیلاتی حزب را از نو طراحی کردند و  برنامه و اساس‌نامه این حزب را که دکتر قاسملو در آن نقش عمده‌ای داشت، مجددا تدوین کردند و در واقع رهبری این حزب به دکتر قاسملو سپرده شد.
عبدالله حسن زاده پس از سومین کنگره حزب در ژوئن ۱۹۷۱، به عضویت دفتر سیاسی در‌آمد. در پاییز ۱۹۷۳ در سومین کنگره حزب برای بار دیگر به عنوان عضو دفتر سیاسی انتخاب شد.
با آغاز انقلاب مردم ایران در سال 1357، حسن زاده به همراه  دکتر عبدالرحمان قاسملو، دبیرکل حزب دموکرات و تعدادی دیگر از فعالان این حزب با تصمیم کمیته مرکزی، کمیته ای به نام زاگرس تشکیل دادند و اعضای زاگرس مخفیانه به کشور (شرق کردستان) بازگشتند. سپس حسن زاده به مهاباد رفت. چند ماه پس از انقلاب مردم ایران، رژیم جدید حزب دموکرات کردستان را منحل اعلام کرد و به کردستان حمله کرد. تلاش کردها عبارت بود از حل مسئله کردها از طریق گفتگو. کردها برای مذاکره با دولت، هیأت کردی تشکیل دادند که  عبدالله حسن زاده یکی‌ از اعضای این هیأت بود که بعد‌ها به دلیل ادامه جنگ از طرف دولت، تلاش‌های این هیأت با شکست مواجه شد.
عبدالله حسن‌زاده تا کنگره سیزدهم، در تمامی کنگره ها به جز کنگره هشتم به عضویت رهبری و دفتر سیاسی حزب دموکرات انتخاب شد. در کنگره‌های ششم و هفتم این حزب به عنوان جانشین دکتر عبدالرحمان قاسملو انتخاب شد. او در کنگره دهم در بهار ۱۹۹۵ به عنوان دبیر کل حزب انتخاب شد و تا کنگره سیزدهم در سال ۲۰۰۴ در این سمت باقی ماند.
عبدالله حسن‌زاده معتقد به حل مسائل سیاسی از طریق گفتگو است. او زمانی که دبیرکل حزب دموکرات بود، اصلی را در حزب ایجاد نمود که یک شخص، فقط برای دو دوره متوالی می تواند دبیرکل شود.
وی اولین فردی بود که در راستای تحکیم دموکراسی درون‌حزبی، "حق اقلیت" عقاید و جناح‌های فکری را به رسمیت شناخت.

### انشعاب در حزب دمکرات کردستان ایران
عبدالله حسن‌زاده به دنبال کنگرۀ ۱۳ حزب دمکرات کردستان ایران که به دنبال آن عدۀ زیادی از کادرها و رهبران حزب از سوی جناح مصطفی هجری کنار نهاده شدند، به اعتراض از عملکرد این جناح که آن را اقتدارگرا می‌دانست، به‌همراه اکثریت اعضای قدیمی و کادرهای جوان حزب از این حزب جدا شد و با تأسیس حزبی جدید فعالیت خود را زیر نام حزب دموکرات کردستان (حدک) ادامه داد.

## آثار
- حسن‌زاده، عبدالله، نیم قرن تلاش و فعالیت: واپس نگری به گذشتهٔ مبارزه و کوشش حزب دموکرات کردستان ایران، ترجمهٔ حامد رشیدی زرزا، نشر الکترونیکی.
- یونسی، ابراهیم، نزا بۆ ئارمین (دعا برای آرمین)، ترجمهٔ عبدالله حسن‌زاده، اربیل: ڕۆژهه‌ڵات، ۲۰۰۹ = ۱۳۸۸.
- قاسملو، عبدالرحمن، کردستان و کرد (کتاب)، ترجمهٔ عبدالله حسن‌زاده.
- کمال، یاشار، حه‌مه‌دۆک (اینجه ممد)

## نگارخانه

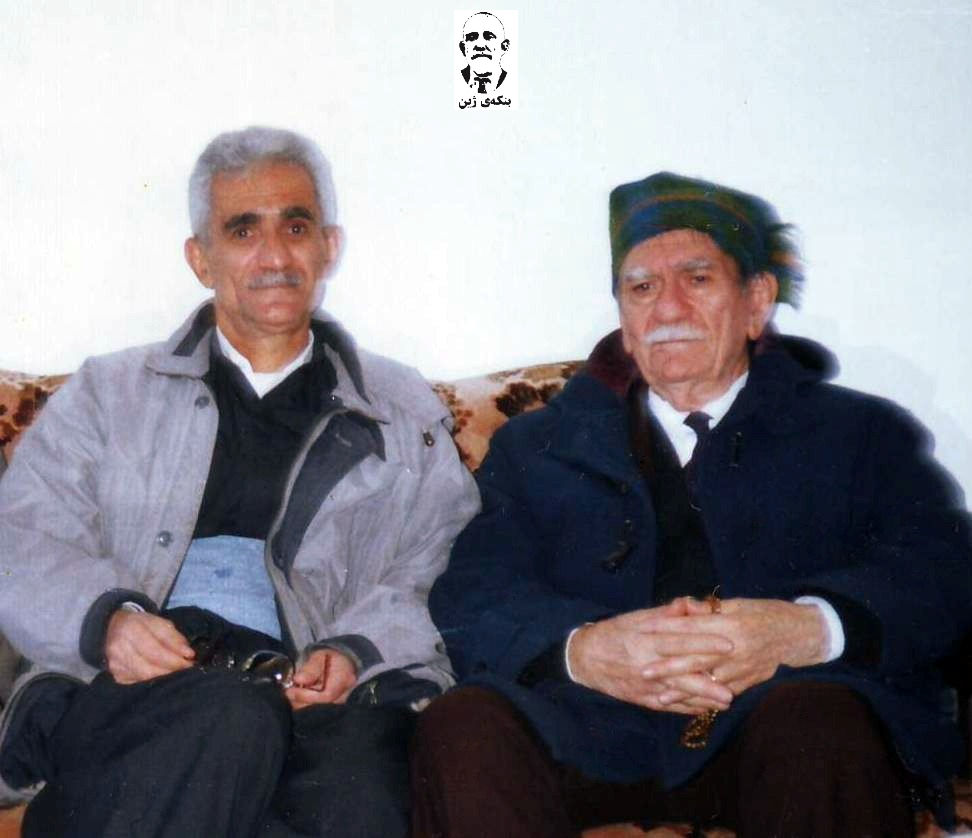
استاد عبدالله حسن‌زاده همراه با استاد مسعود محمد